# باشگاه فوتبال پاری سن-ژرمن در فصل ۲۳–۲۰۲۲
باشگاه فوتبال پاری سن-ژرمن که قدرتمندترین تیم فرانسه به‌شمار می‌آید در قالب فصل ۲۳–۲۰۲۲ چهل و نهمین فصل فعالیت خود در فوتبال این کشور را سپری می‌کند. همچنین پاریسی‌ها علاوه بر لیگ ۱ فرانسه یا به اصطلاح لوشامپیونه در رقابت‌های جام حذفی فرانسه یا کوپه دو فرانس حضور دارد و در لیگ قهرمانان اروپا نیز شرکت می‌کنند. با توجه به قهرمانی پاری سن-ژرمن در فصل گذشته، انتظار می‌رود که در قالب سوپر جام فوتبال فرانسه به مصاف قهرمان جام حذفی یعنی نانت برود که در پایان توانست موفق به کسب این جام شود.

## لباس‌ها
- تامین کننده: نایکی

- اسپانسر: هواپیمایی قطر

| میزبان | مهمان |

## خلاصه فصل
ابتا در ۲۲ مه و زمانی که هنوز فصل گذشته کاملاً به پایان نرسیده بود و حتی فصل جدید و کنونی نیز شروع نشده بود. باشگاه پاری سن-ژرمن با دو خبر بزرگ روبه رو شد. مدیر ورزشی باشگاه یعنی لئوناردو از سمت خود توسط الخلیفی برکنار شد و همچنین فوق ستاره این تیم، کیلیان ام‌باپه تصمیم به ماندن در باشگاه پاریسی گرفته و قرارداد خود را تا سال ۲۰۲۵ تمدید کرد. البته شایعاتی عجیب در مورد تمدید ام‌باپه مطرح شد که شامل بندی می‌شد که در آن کیلیان ام‌باپه می‌تواند در تصمیم مدیریتی دخالت کرده و در امور فنی نیز شرکت کند. به تبع ان، اخراج لئوناردو و انتخاب سرمربی فصل آینده باشگاه فرانسوی از جمله مباحث پیرامون این بند قرارداد جدید کیلیان ام‌باپه بود! همچنین آنخل دی ماریا هافبک باسابقه پاری سن-ژرمن با پایان قراردادش از هواداران پاریسی خداحافظی کرد و در ادامه به یوونتوس پیوست. در ۳۱ مه، انتقال قرضی نونو مندز توسط باشگاه دائمی شد و این بازیکن تا ۲۰۲۶ با پاریس قرارداد امضاء کرد.

در ۱۰ ژوئن ۲۰۲۲ در وضعیتی که باشگاه پاری سن-ژرمن از نبودن مدیر ورزشی رنج می‌برد با حکم ناصر الخلیفی، لوئیس کامپوس به عنوان مدیر ورزشی و مشاور فنی باشگاه منصوب شد. و پس از انتخاب او، وی مسئول جذب بازیکنان جدید شد. گفته شده که ام‌باپه با وجود بند دخالت در امور مدیریتی و فنی، در انتخاب مدیر ورزشی نقش داشته‌است. اولین خرید لوئیس کامپوس در تابستان، ویتینیا، هافبک پرتغالی بود. انتقالی به ارزش ۴۱٫۵ میلیون یورو.

در ۵ ژوئیه ۲۰۲۲، کریستوف گالتیه جایگزین مائوریسیو پوچتینو به عنوان سرمربی باشگاه شد. امضای قرارداد این مربی کارنامه‌دار فرانسوی، باعث شروع سیاست جدید باشگاه مبنی بر جایگزینی سیاست بلینگ-بلینگ و خرید های پر زرق و برق با سیاست استفاده از مربیان و بازیکنان کم نام‌و نشان و با استعداد بود، سخنی که الخلیفی مدیرعامل کل مجموعه پاری سن-ژرمن به آن اشاره کرد. در ۱۷ ژوئیه، باشگاه توانست هوگو ایکیتیکه را به صورت قرضی و یک‌ساله به خدمت بگیرد که البته در صورت رضایت طرفین، این انتقال با پرداخت ۳۵ میلیون یورو دائمی می‌شود. در ادامه خرید های جوان و بااستعداد باشگاه پاری سن-ژرمن، نوردی موکیله نیز از لایپزیگ خریداری شد و رناتو سانچز در انتقالی ۱۰ میلیون یورویی به عضویت باشگاه پاریسی درآمد.

## بازیکنان
| شماره       | پست         | کشور        | بازیکن                  | سن                       | تیم قبلی        | سال ورود    | پایان قرارداد | هزینه انتقال     | یادداشت      |
| دروازه‌بانان | دروازه‌بانان | دروازه‌بانان | دروازه‌بانان             | دروازه‌بانان              | دروازه‌بانان     | دروازه‌بانان | دروازه‌بانان   | دروازه‌بانان      | دروازه‌بانان  |
| ----------- | ----------- | ----------- | ----------------------- | ------------------------ | --------------- | ----------- | ------------- | ---------------- | ------------ |
| ۱           | GK          | کاستاریکا   | کیلور ناواس             | ۱۵ دسامبر ۱۹۸۶ ‏(۳۸ سال)  | رئال مادرید     | ۲۰۱۹        | ۲۰۲۳          | ۱۳ میلیون یورو   |              |
| ۱۶          | GK          | اسپانیا     | سرخیو ریکو              | ۱ سپتامبر ۱۹۹۳ ‏(۳۱ سال)  | سویا            | ۲۰۱۹        | ۲۰۲۴          | ۶ میلیون یورو    |              |
| ۹۰          | GK          | فرانسه      | السکاندر لتلیه          | ۱۱ دسامبر ۱۹۹۰ ‏(۳۴ سال)  | آنژه            | ۲۰۲۰        | ۲۰۲۴          | رایگان           |              |
| ۹۹          | GK          | ایتالیا     | جانلوئیجی دوناروما      | ۲۵ فوریهٔ ۱۹۹۹ ‏(۲۶ سال)   | میلان           | ۲۰۲۱        | ۲۰۲۶          | رایگان           |              |
| مدافعان     |             |             |                         |                          |                 |             |               |                  |              |
| ۲           | RB          | مراکش       | اشرف حکیمی              | ۴ نوامبر ۱۹۹۸ ‏(۲۶ سال)   | اینتر میلان     | ۲۰۲۱        | ۲۰۲۶          | ۶۰ میلیون یورو   |              |
| ۳           | CB          | فرانسه      | پرسنل کیمپمبه           | ۱۳ اوت ۱۹۹۵ ‏(۲۹ سال)     | پاری سن-ژرمن بی | ۲۰۱۴        | ۲۰۲۴          | بازیکن آکادمی    | کاپیتان دوم  |
| ۴           | CB          | اسپانیا     | سرخیو راموس             | ۳۰ مارس ۱۹۸۶ ‏(۳۹ سال)    | رئال مادرید     | ۲۰۲۱        | ۲۰۲۳          | رایگان           |              |
| ۵           | CB          | برزیل       | مارکینیوش ()            | ۱۴ مهٔ ۱۹۹۴ ‏(۳۱ سال)      | رم              | ۲۰۱۳        | ۲۰۲۴          | ۳۵٫۵ میلیون یورو | کاپیتان      |
| ۱۴          | LB          | اسپانیا     | خوان برنات              | ۱ مارس ۱۹۹۳ ‏(۳۲ سال)     | بایرن مونیخ     | ۲۰۱۸        | ۲۰۲۵          | ۱۳٫۵ میلیون یورو |              |
| ۲۰          | LB          | فرانسه      | لوین کروزوا             | ۴ سپتامبر ۱۹۹۲ ‏(۳۲ سال)  | آاس موناکو      | ۲۰۱۵        | ۲۰۲۴          | ۲۵ میلیون یورو   |              |
| ۲۲          | CB/LB       | سنگال       | عبدو دیالو              | ۴ مهٔ ۱۹۹۶ ‏(۲۹ سال)       | بروسیا دورتموند | ۲۰۱۹        | ۲۰۲۴          | ۳۰ میلیون یورو   |              |
| ۲۴          | CB/RB       | آلمان       | تیلو کرر                | ۲۱ سپتامبر ۱۹۹۶ ‏(۲۸ سال) | شالکه ۰۴        | ۲۰۱۸        | ۲۰۲۳          | ۳۷ میلیون یورو   |              |
| ۲۵          | LB          | پرتغال      | نونو مندز               | ۱۹ ژوئن ۲۰۰۲ ‏(۲۳ سال)    | اسپورتینگ       | ۲۰۲۱        | ۲۰۲۶          | ۴۷ میلیون یورو   |              |
| ۲۶          | RB          | فرانسه      | نوردی موکیله            | ۱ نوامبر ۱۹۹۷ ‏(۲۷ سال)   | لایپزیگ         | ۲۰۲۲        | ۲۰۲۷          | ۱۰ میلیون یورو   |              |
| هافبک‌ها     |             |             |                         |                          |                 |             |               |                  |              |
| ۶           | CM          | ایتالیا     | مارکو وراتی             | ۵ نوامبر ۱۹۹۲ ‏(۳۲ سال)   | دلفینو پسکارا   | ۲۰۱۲        | ۲۰۲۴          | نامشخص           |              |
| ۸           | CM          | آرژانتین    | لئاندرو پاردس           | ۲۹ ژوئن ۱۹۹۴ ‏(۳۱ سال)    | زنیت            | ۲۰۱۹        | ۲۰۲۴          | ۴۰ میلیون یورو   |              |
| ۱۲          | AM/RW       | برزیل       | رافینیا                 | ۱۲ فوریهٔ ۱۹۹۳ ‏(۳۲ سال)   | بارسلونا        | ۲۰۲۰        | ۲۰۲۳          | رایگان           |              |
| ۱۵          | DM          | پرتغال      | دنیلو پریرا             | ۹ سپتامبر ۱۹۹۱ ‏(۳۳ سال)  | پورتو           | ۲۰۲۰        | ۲۰۲۵          | ۱۶ میلیون یورو   |              |
| ۱۷          | CM          | پرتغال      | ویتینیا                 | ۱۳ فوریهٔ ۲۰۰۰ ‏(۲۵ سال)   | پورتو           | ۲۰۲۲        | ۲۰۲۷          | ۴۱٫۵ میلیون یورو |              |
| ۱۹          | RW/WF       | اسپانیا     | پابلو سارابیا           | ۱۱ مهٔ ۱۹۹۲ ‏(۳۳ سال)      | سویا            | ۲۰۱۹        | ۲۰۲۴          | ۱۹٫۵ میلیون یورو |              |
| ۲۱          | CM          | اسپانیا     | آندر هررا               | ۱۴ اوت ۱۹۸۹ ‏(۳۵ سال)     | منچستر یونایتد  | ۲۰۱۹        | ۲۰۲۳          | رایگان           |              |
| ۲۳          | AM          | آلمان       | یولیان دراکسلر          | ۲۰ سپتامبر ۱۹۹۳ ‏(۳۱ سال) | وولفسبورگ       | ۲۰۱۷        | ۲۰۲۴          | محرمانه          |              |
| ۲۷          | CM          | سنگال       | ادریسا گی               | ۲۶ سپتامبر ۱۹۸۹ ‏(۳۵ سال) | اورتون          | ۲۰۱۹        | ۲۰۲۳          | ۳۲ میلیون یورو   |              |
| ۲۸          | CM          | فرانسه      | اریک جونیور دینا ابیمبه | ۲۱ نوامبر ۲۰۰۰ ‏(۲۴ سال)  | پاری سن-ژرمن بی | ۲۰۱۹        | ۲۰۲۶          | بازیکن آکادمی    |              |
| –           | AMF         | پرتغال      | رناتو سانچز             | ۱۸ اوت ۱۹۹۷ ‏(۲۷ سال)     | لیل             | ۲۰۲۲        | ۲۰۲۷          | ۱۰ میلیون یورو   |              |
| مهاجمان     |             |             |                         |                          |                 |             |               |                  |              |
| ۷           | LW/CF       | فرانسه      | کیلیان امباپه           | ۲۰ دسامبر ۱۹۹۸ ‏(۲۶ سال)  | آاس موناکو      | ۲۰۱۷        | ۲۰۲۵          | ۱۸۰ میلیون یورو  |              |
| ۹           | CF          | آرژانتین    | مائورو ایکاردی          | ۱۹ فوریهٔ ۱۹۹۳ ‏(۳۲ سال)   | اینتر میلان     | ۲۰۱۹        | ۲۰۲۴          | ۵۰ میلیون یورو   |              |
| ۱۰          | LW/CF       | برزیل       | نیمار                   | ۵ فوریهٔ ۱۹۹۲ ‏(۳۳ سال)    | بارسلونا        | ۲۰۱۷        | ۲۰۲۷          | ۲۲۲ میلیون یورو  |              |
| ۲۹          | CF          | فرانسه      | آرنو کالیموندو          | ۲۰ ژانویهٔ ۲۰۰۲ ‏(۲۳ سال)  | پاری سن-ژرمن بی | ۲۰۲۰        | ۲۰۲۵          | بازیکن آکادمی    |              |
| ۳۰          | RW/AMF      | آرژانتین    | لیونل مسی               | ۲۴ ژوئن ۱۹۸۷ ‏(۳۸ سال)    | بارسلونا        | ۲۰۲۱        | ۲۰۲۳          | رایگان           |              |
| ۴۴          | Ss          | فرانسه      | هوگو ایکیتیکه           | ۲۰ ژوئن ۲۰۰۲ ‏(۲۳ سال)    | ریمز            | ۲۰۲۲        | ۲۰۲۳          | –                | به صورت قرضی |

به صورت قرضی
| شماره |        | پست   | بازیکن                                                   |
| ----- | ------ | ----- | -------------------------------------------------------- |
|       | فرانسه | مدافع | کولین داگبا (به صورت قرضی در استراسبورگ تا ۳۰ ژوئن ۲۰۲۳) |
|       | هلند   | هافبک | جورجینیو واینالدوم (به صورت قرضی در آاس رم)              |

## باشگاه

### اعضای تیم

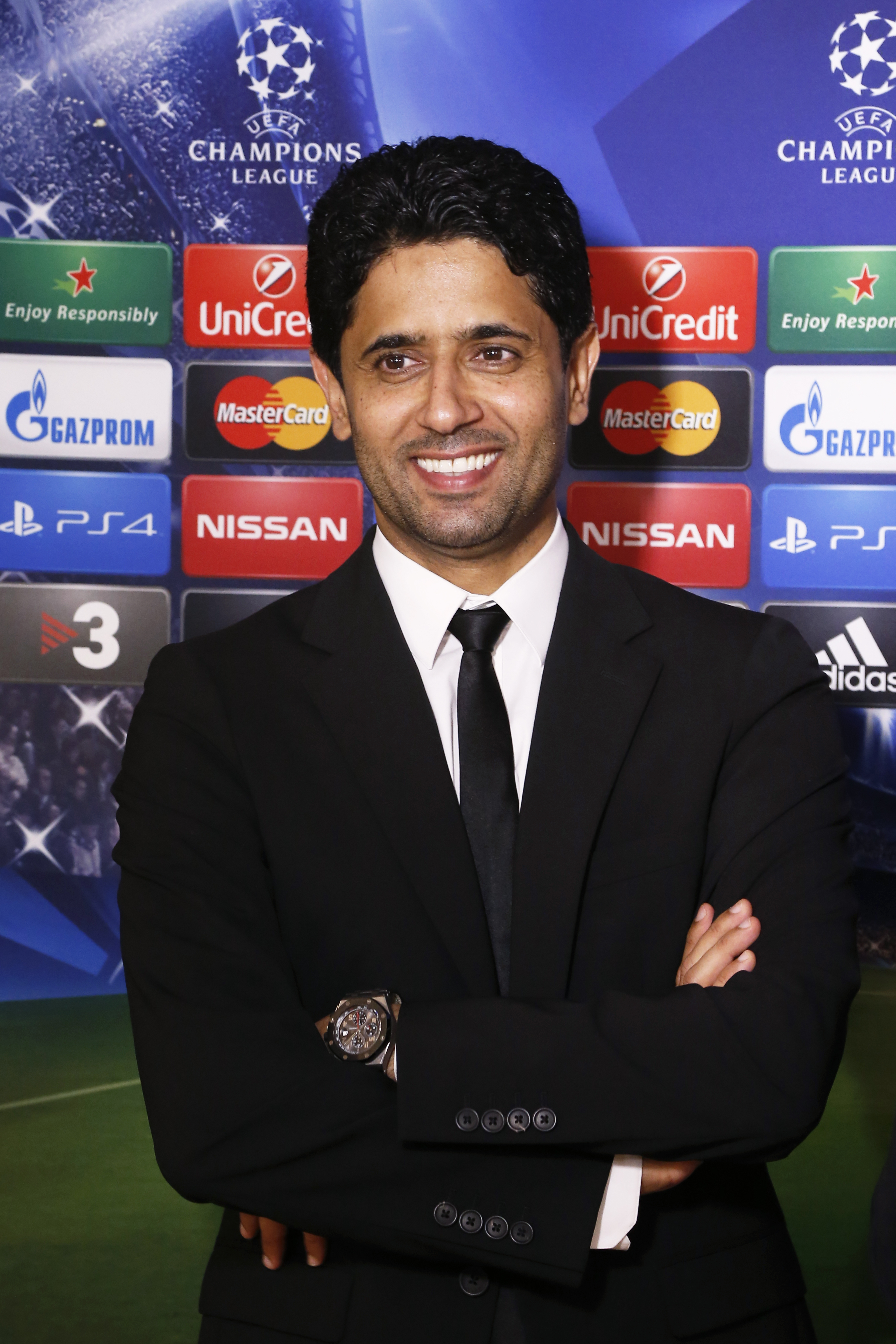
ناصر الخلیفی رئیس فعلی و سهام‌دار باشگاه

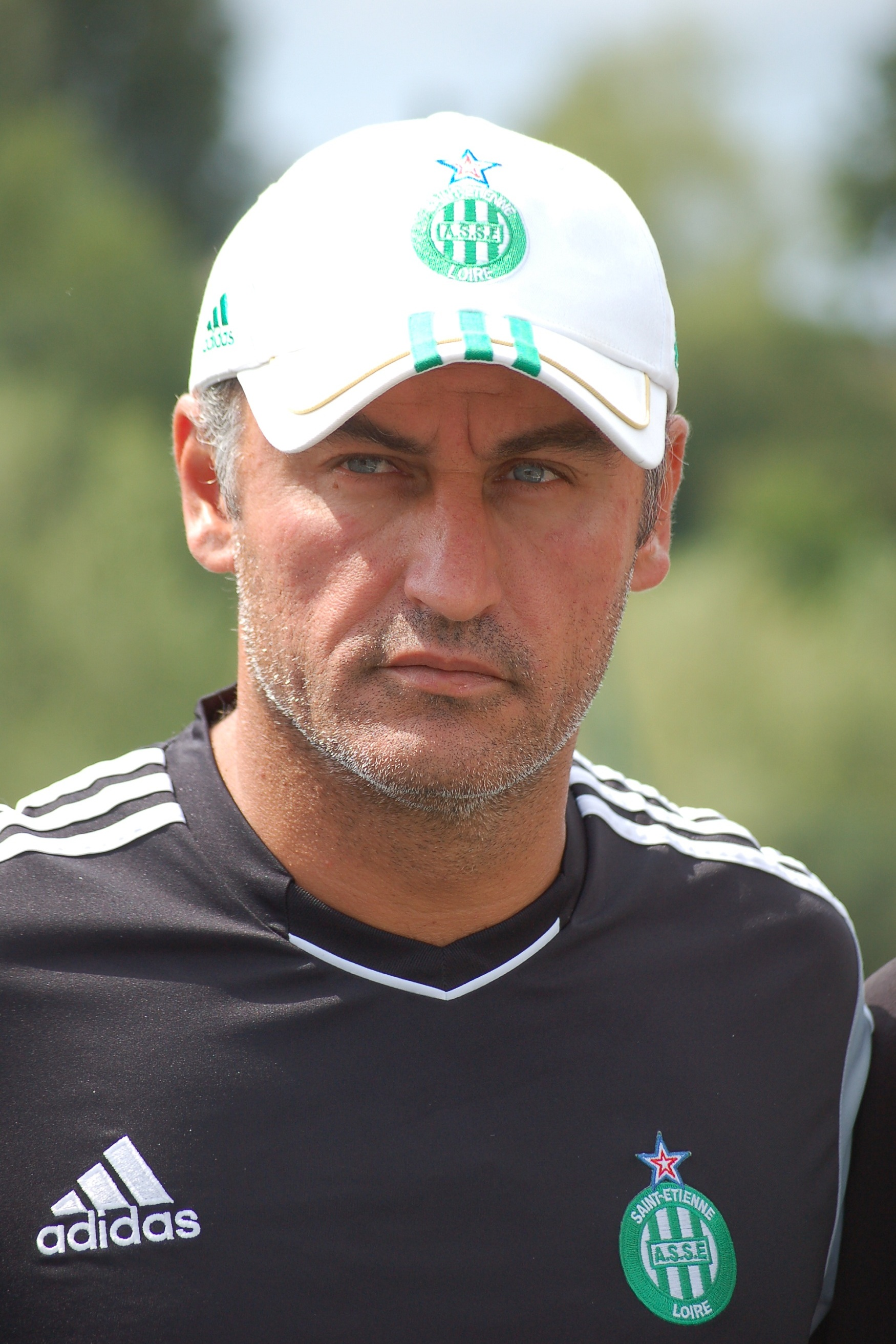
کریستوف گالتیه سرمربی کنونی تیم

#### کادر مدیریت[۱۰][۱۱][۱۲][۱۳][۱۴]
| موقعیت        | نام           |
| ------------- | ------------- |
| مدیرعامل      | ناصر الخلیفی  |
| معاون اول     | ژان کلود بلان |
| دبیرکل باشگاه | ویکتوریا ملرو |
| مدیر ورزشی    | لوئیس کامپوس  |
| هماهنگ کننده  | الیویه گاگن   |

#### کادر فنی[۱۵][۱۶]
| موقعیت         | نام                |
| -------------- | ------------------ |
| سرمربی         | کریستوف گالتیه     |
| مربی           | تیری اولکسیاک      |
| دستیار         | ژوائو ساکرامنتو    |
| آنالیزور       | ایزیدر رامون مادیر |
| مربی بدنساز    | البرتو پیرناس      |
| مدیر فنی       | پدرو گومز          |
| مربی گلرها     | جیانلوکا اسپینلی   |
| کمک مربی گلرها | ژان اوک اوبر       |
| مدیر فنی       | نیکولاس مایر       |
| مسئول پزشکی    | کریستف بودو        |

## نقل و انتقالات

### ورودی
| ش. | پست | بازیکن        | انتقال از | هزینه انتقال     | تاریخ          | منبع                 |
| -- | --- | ------------- | --------- | ---------------- | -------------- | -------------------- |
| ۲۵ | DF  | نونو مندز     | اسپورتینگ | ۴۰ میلیون یورو   | ۳۱ مه ۲۰۲۲     | [ ۱ ] [ ۲ ]          |
| ۱۷ | MF  | ویتینیا       | پورتو     | ۴۱٫۵ میلیون یورو | ۳۰ ژوئن ۲۰۲۲   | [ ۳ ] [ ۴ ] [ ۵ ]    |
| ۴۴ | FW  | هوگو ایکیتیکه | ریمز      | قرضی             | ۱۶ ژوئیه ۲۰۲۲  | [ ۱۷ ] [ ۱۸ ] [ ۱۹ ] |
| ۲۶ | DF  | نوردی موکیله  | لایپزیگ   | ۱۰ میلیون یورو   | ۲۶ ژوئیه ۲۰۲۲  | [ ۲۰ ] [ ۲۱ ] [ ۲۲ ] |
| ۱۸ | MF  | رناتو سانچز   | لیل       | ۱۰ میلیون یورو   | ۴ اوت ۲۰۲۲     | [ ۲۳ ] [ ۲۴ ]        |
| ۸  | MF  | فابیان رویز   | ناپولی    | ۲۱,۵ میلیون یورو | ۱۰ اوت ۲۰۲۲    | [ ۲۵ ] [ ۲۶ ]        |
| ۲۸ | MF  | کارلوس سولر   | والنسیا   | ۱۸ میلیون یورو   | ۱ سپتامبر ۲۰۲۲ | [ ۲۷ ] [ ۲۸ ]        |

1. ↑  شامل گزینه ای برای امضای دائمی با هزینه گزارش شده ۲۸٫۵ میلیون یورو، با ۶٫۵ میلیون یورو اضافی به عنوان پاداش است. منابع ادعا می‌کنند که گزینه خرید اجباری است.
2. ↑  تا ۶ میلیون یورو پاداش
3. ↑  تا ۳ میلیون یورو پاداش
4. ↑  به علاوه ۳ میلیون یورو پاداش

### خروجی
| پست | بازیکن             | انتقال به       | هزینه انتقال  | تاریخ        | منبع                 |
| --- | ------------------ | --------------- | ------------- | ------------ | -------------------- |
| Gk  | مارسین بولکا       | نیس             | ۲ میلیون یورو | ۱۰ ژوئن ۲۰۲۲ | [ ۲۹ ] [ ۳۰ ]        |
| GK  | آلفونس آرئولا      | وستهام یونایتد  | ۹ میلیون یورو | ۲۷ ژوئن ۲۰۲۲ | [ ۳۱ ] [ ۳۲ ] [ ۳۳ ] |
| FW  | ژاوی سیمونز        | پی‌اس‌وی آیندهوون | رایگان        | ۱ ژوئیه ۲۰۲۲ | [ ۳۴ ]               |
| MF  | آنخل دی ماریا      | پایان قرارداد   | رایگان        | ۱ ژوئیه ۲۰۲۲ | [ ۳۵ ]               |
| DF  | کولین داگبا        | استراسبورگ      | قرضی          | ۶ ژوئیه ۲۰۲۲ | [ ۳۶ ]               |
| MF  | جورجینیو واینالدوم | آاس رم          | قرضی          | ۵ اوت ۲۰۲۲   | [ ۳۷ ]               |

1. ↑  منابع ادعا می کنند که مبلغ انتقال بین ۹ تا ۱۲ میلیون یورو است.
2. ↑  در ۸ ژوئیه ۲۰۲۲، دی ماریا به یوونتوس پیوست.
3. ↑  شامل بند خرید دائمی می‌باشد.

## رقابت‌ها و نتایج
برد       تساوی       باخت       برنامه‌ریزی شده

### پیش‌فصل و دوستانه
اردوی پیش‌ فصل پاری سن-ژرمن از ۴ ژوئیه آغاز شد.
| ۱۵ ژوئیه ۲۰۲۲ دوستانه                           | پاری سن-ژرمن                      | ۲–۰   | کوویلی روئن | سن-ژرمن-آن-له، فرانسه |
| ۱۷:۰۰ ساعت تابستانی اروپای مرکزی (یوتی‌سی ۲:۰۰+) | راموس ۳۳' (پنالتی) · گاساما ۵۴' · | گزارش | تگار '۸۷    | ورزشگاه: کمپ ده لوگز  |

| ۲۰ ژوئیه ۲۰۲۲ دوستانه                    | پاری سن-ژرمن              | ۲–۱   | کاوازاکی فرونتال | توکیو، ژاپن                                         |
| ۱۹:۳۰ زمان استاندارد ژاپن (یوتی‌سی ۹:۰۰+) | مسی ۳۲' · کالیموندو ۵۸' · | گزارش | یامامورا ۸۴' ·   | ورزشگاه: ورزشگاه ملی ژاپن داور: یوسوکه اراکی (ژاپن) |

| ۲۳ ژوئیه ۲۰۲۲ دوستانه                    | پاری سن-ژرمن                               | ۳–۰   | اوراوا رد دیاموندز | توکیو، ژاپن                                                       |
| ۱۹:۰۰ زمان استاندارد ژاپن (یوتی‌سی ۹:۰۰+) | سارابیا ۱۶' · امباپه ۳۵' · کالیموندو ۷۶' · | گزارش | شیباتو '۸۰         | ورزشگاه: ورزشگاه سایتاما تماشاگران: ۶۵۰۰۰ داور: ریوجی ساتو (ژاپن) |

## آمار
| رقابت              | اولین بازی       | آخرین بازی    | شروع دور    | جایگاه نهایی | آمار | آمار | آمار | آمار | آمار | آمار | آمار | آمار  |
| رقابت              | اولین بازی       | آخرین بازی    | شروع دور    | جایگاه نهایی | بازی | ب    | ت    | ش    | گ‌ز   | گ‌خ   | ت‌گ   | % برد |
| ------------------ | ---------------- | ------------- | ----------- | ------------ | ---- | ---- | ---- | ---- | ---- | ---- | ---- | ----- |
| لیگ ۱              | ۶ اوت ۲۰۲۲       | ۳ ژوئن ۲۰۲۲   | هفته اول    |              | ۰    | ۰    | ۰    | ۰    | ۰    | ۰    | ۰+   | —     |
| جام حذفی           | دسامبر ۲۰۲۲      | TBD           | یک‌شصت‌و‌چهارم |              | ۰    | ۰    | ۰    | ۰    | ۰    | ۰    | ۰+   | —     |
| سوپرجام            | ۳۱ ژوئیه ۲۰۲۲    | ۳۱ ژوئیه ۲۰۲۲ | نهایی       | قهرمان       | ۱    | ۱    | ۰    | ۰    | ۴    | ۰    | ۴+   | ۱۰۰   |
| لیگ قهرمانان اروپا | ۶-۷ سپتامبر ۲۰۲۲ | TBD           | دور گروهی   |              | ۰    | ۰    | ۰    | ۰    | ۰    | ۰    | ۰+   | —     |
| مجموع              | مجموع            | مجموع         | مجموع       | مجموع        | ۱    | ۱    | ۰    | ۰    | ۴    | ۰    | ۴+   | ۱۰۰   |

آخرین به‌روزرسانی در: ۳۱ ژوئیه ۲۰۲۲

منبع: رقابت‌ها